# Tandem
Tandem 是致力於提供語言學習者和母語者交流的語言交換app，已發行iOS及Android版本。 使用者可以透過文字或者語音對談找到語言交換對象。 該應用程序於2020年4月支援超過160種語言，其中包含12種手語。

## 歷史
2014年，創辦者Arnd Aschentrup、Tobias Dickmeis和Matthias Kleimann於漢諾威創立Tandem。現今總部位於德國柏林，Tandem於2015年推出iOS版本，緊接著在2016年推出Android版本。在創立Tandem之前，創辦者Aschentrup、Dickmeis和Kleimann先創辦Vive，是一款會員專屬的視訊通話社群app。
Tandem於2015年結束種子輪，從天使投資者募得€600,000歐元資金，其中包含Atlantic Labs (Christophe Maire)、Hannover Beteiligungsfonds、Marcus Englert (Chairman Rocket Internet)、Catagonia, Ludwig zu Salm、Florian Langenscheidt、Heiko Hubertz、Martin Sinner，以及Zehden Enterprises。[6] 2016年，從新加入的投資者募得€2m，當中有Rubylight和Faber Ventures，以及當前的投資者Hannover Beteiligungsfonds、Atlantic Labs和Zehden Enterprises。
2018年，Tandem推出app內購付費版Tandem Pro，以訂閱方式提供app當中所有的語言學習功能。

## 概念
Tandem app的概念和名稱受到Tandem語言學習啟發，這是透過語言交換的語言學習方式。在語言交換之中或進行tandem時，每人都是某語言的母語者，而這個語言是其他人想學習的語言。進行討論時，會將時間及內容平均分配給兩個語言，以確保雙方都能夠練習到彼此的目標語言。Tandem app由Tandem Fundazioa支持，該組織研發tandem語言交換學習法。

## 特徵
加入Tandem語言交換社區之前，Tandem要求使用者提交申請。根據管理條款，每個申請表都會分別經過審核。
申請通過審核，加入Tandem社區後，使用者可以從Tandem社區介面找到語言交換夥伴，這些語言交換夥伴，是Tandem根據使用者的母語以及想練習的語言做出的最佳篩選，以確保每個人都能根據想練習的語言，找到該語言的母語者學習。使用者可以透過即時訊息、語音訊息、語音通話和視訊通話和語言交換夥伴對談。同時，也可以藉由地點、年齡、性別進行篩選。

## 榮譽
2015年，Tandem為Apple「2015年最佳教育類App」之一。
2017年，Tandem為Google Play選為「2017最佳App」之一。

### 獎項
2018年，Tandem在Ausgezeichnete Orte im Land der Ideen競賽中獲得德國倡議組織（German initiative Deutschland - Land der Ideen）的獎項。這個組織旨在表彰德國的重要點字和專案，以鼓勵文化相互聯繫以及開放的社會風氣。

### 批評
Tandem因需要等待審核時間，使用者無法立即加入社群，因而受到批評。某些國家有等待名單，而申請者需要等待最多7天的時間，直到真人管理員手動審核申請名單。

## 在Tandem上的語言
Tandem上目前提供160多種語言，超過11,000種語言組合。